# Contre-la-montre féminin des moins de 23 ans aux championnats du monde de cyclisme sur route 2022

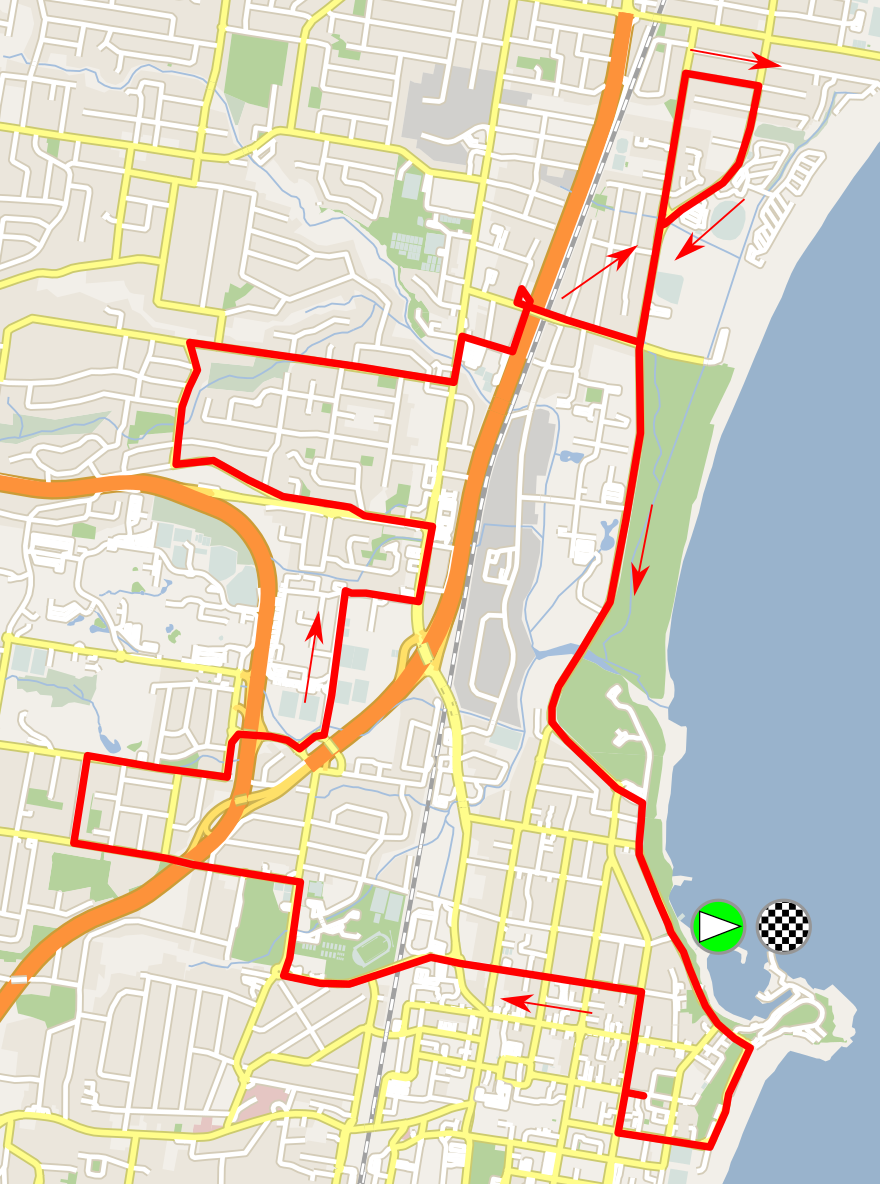
Carte du circuit ITT aux Championnats du Monde Route UCI 2022

Le contre-la-montre féminin des moins de 23 ans aux championnats du monde de cyclisme sur route 2022 a lieu sur 34,2 kilomètres le 18 septembre 2022 à Wollongong. Il est remporté par l'Italienne Vittoria Guazzini. 

## Parcours
Le circuit de 16,8 km dans les rues de Wollongong est parcouru deux fois. Il est similaire à celui de la course en ligne, mais le Mount Pleasant n'est pas emprunté.

## Classement
| Rang                               | Coureuse            | Temps    |         |
| ---------------------------------- | ------------------- | -------- | ------- |
| Médaille d'or, Coupe du Monde      | Vittoria Guazzini   | 45:20.71 |         |
| Médaille d'argent, Coupe du Monde  | Shirin van Anrooij  | 47:09.45 |         |
| Médaille de bronze, Coupe du Monde | Ricarda Bauernfeind | 47:38.08 |         |
| 4                                  | Marie Le Net        | 48:03.64 |         |
| 5                                  | Marta Jaskulska     | 48:09.01 |         |
| 6                                  | Ella Wyllie         | 49:57.13 |         |
| 7                                  | Nora Jenčušová      | 52:11.41 |         |
| 8                                  | Maryna Varenyk      | 53:30.90 |         |
| 9                                  | Nesrine Houili      | 54:43.87 |         |
| 10                                 | Safia Al-Sayegh     | 58:14.52 |         |
|                                    | Catalina Soto       | Abandon  | Abandon |